# Kob(II)irinska kiselina a,c-diamid reduktaza
Kob(II)irinska kiselina a,c-diamid reduktaza (EC 1.16.8.1, kob(II)irinska kiselina-a,c-diamid: oksidoreduktaza) je enzim sa sistematskim imenom kob(I)irinska kiselina-a,c-diamid: oksidoreduktaza. Ovaj enzim katalizuje sledeću hemijsku reakciju
2 kob(I)irinska kiselina a,c-diamid + + {\displaystyle \rightleftharpoons } 2 kob(II)irinska kiselina a,c-diamid + 2
Ovaj enzim takođe katalizuje redukciju kob(II)irinske kiseline, kob(II)inamida, kob(II)inamid fosfata, GDP-kob(II)inamida i kob(II)alamina.

## Literatura
- Nicholas C. Price; Lewis Stevens (1999). Fundamentals of Enzymology: The Cell and Molecular Biology of Catalytic Proteins (Third изд.). USA: Oxford University Press. ISBN 019850229X.
- Eric J. Toone (2006). Advances in Enzymology and Related Areas of Molecular Biology, Protein Evolution (Volume 75 изд.). Wiley-Interscience. ISBN 0471205036.
- Branden C; Tooze J. Introduction to Protein Structure. New York, NY: Garland Publishing. ISBN 0-8153-2305-0.
- Irwin H. Segel. Enzyme Kinetics: Behavior and Analysis of Rapid Equilibrium and Steady-State Enzyme Systems (Book 44 изд.). Wiley Classics Library. ISBN 0471303097.

## Spoljašnje veze
- Cob(II)yrinic+acid+a,c-diamide+reductase на 